# Hardinge Mountains
Hardinge Mountains – pasmo górskie (mountains) w kanadyjskim terytorium Terytoria Północno-Zachodnie, na Wyspie Księcia Patryka, o wysokości do 114 m n.p.m. Nazwa została nadana na cześć brytyjskiego polityka i wojskowego Henry’ego Hardinge w 1853 przez jednego z dowódców sił poszukiwawczych ekspedycji Franklina George’a Mechama.